# مخزن سد رود زغالاوا
مخزن سد رود زغالاوا (به لاتین: Zogalavachay reservoir) یک مخزن سد در جمهوری آذربایجان است که در شهرستان شماخی واقع شده‌است.